# Witold Zglenicki

Herb Prus II Wilczekosy

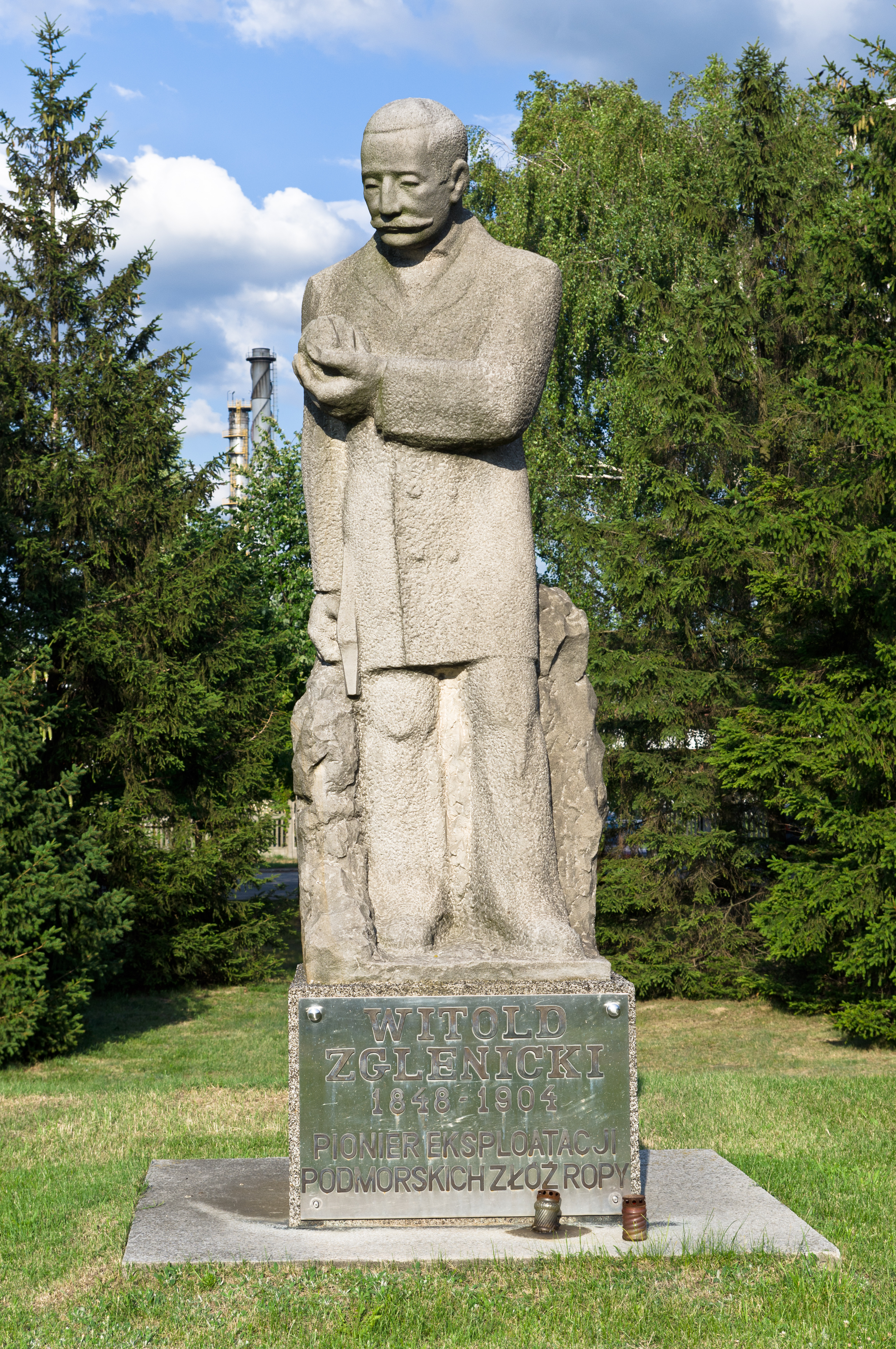
Pomnik Witolda Zglenickiego przy rafinerii PKN Orlen w Płocku

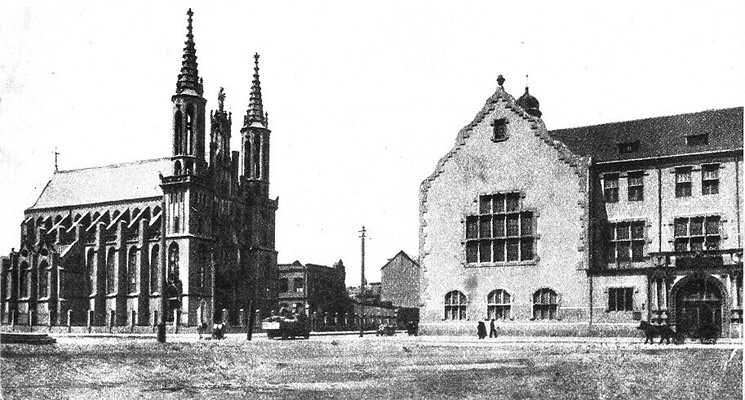
Współsfinansowany przez Zglenickiego Kościół św. Marii w Baku; zniszczony w 1931

Witold Leon Julian Zglenicki, ros. Витольд Згленицкий, herbu Prus II (ur. 6 stycznia 1850 w Starej Wargawie koło Kutna, zm. 6 lipca?/19 lipca 1904 w Baku) – polski wynalazca, geolog, hutnik, nafciarz i filantrop, uczeń Dmitrija Mendelejewa. Określany mianem „ojca nafty bakijskiej” czy „polskiego Nobla”.
Główny filantrop nauki polskiej – darczyńca ówczesnej Kasy im. Mianowskiego (zlikwidowanej w 1951, reaktywowanej w 1991) oraz Uniwersytetu Warszawskiego.

## Życiorys
Pobierał nauki w Gimnazjum Gubernialnym w Płocku (1859–1866), następnie w latach 1866–1870 studiował na Wydziale Matematyczno-Fizycznym Szkoły Głównej Warszawskiej (obecnie Uniwersytet Warszawski) i w latach 1870–1875 w Instytucie Górniczym (ros. Горный институт) w Petersburgu, które ukończył z dyplomem inżyniera górnictwa.
W czasie studiów postanowił poświęcić się górnictwu, widząc w wydobyciu ropy naftowej ważny czynnik rozwoju. Początkowo (1875 r.) pracował w Zakładach Górniczych Królestwa Polskiego w Suchedniowie oraz w Zakładach Hutniczych w Mroczkowie (1876–1884), gdzie zajmował się eksploatacją i modernizacją wielkich pieców do wytopu żelaza. W latach 1884–1890 prowadził prywatne kuźnice.
Łączenie funkcji państwowej z prowadzeniem własnego, udanego biznesu spowodowało złożenie na niego donosu do Ministerstwa Skarbu. Zglenicki został oskarżony o przywłaszczenie dóbr państwowych i odwołany z Mroczkowa oraz zawieszony w pełnieniu obowiązków urzędnika. W następnych latach walczył o przywrócenie do służby. W roku 1890 został zatrudniony w Urzędzie Probierczym w Rydze; natomiast rok później, w 1891 r., przeniesiono go do podobnego urzędu w Baku, gdzie pracował do końca życia również w urzędzie pobierczym. Początkowo proponowano mu pracę w prestiżowym Zagłębiu Donieckim, ale po jego odmowie przeniesiono go do podrzędnego ówcześnie Baku.
Ponieważ pasjonował się geologią, wolny czas i fundusze inwestował w tę działalność, poszukując złóż ropy naftowej i nowych metod jej wydobycia. Zaprojektował też urządzenie do podmorskich wierceń i wydobycia ropy naftowej (platformę wiertniczą), stając się w tej dziedzinie absolutnym światowym pionierem. Opracował i podarował nafciarzom urządzenie do pomiaru krzywizn szybów dzięki czemu znacznie zmniejszyła się częstotliwość awarii, oraz przyrząd do pomiarów prostopadłości wiercenia otworów górniczych. Wyznaczył podmorskie działki naftowe, określając ich zasobność oraz ustalił złoża naturalne na tym terenie. Świetnie oceniła jego dokonania jedna z gazet: „Człowiek, który uczynił z Baku naftowe Eldorado”. Szach Persji Mozaffar ad-Din Szah Kadżar za odkrycia geologiczne na terenie tego kraju wyróżnił go około roku 1900 Orderem Lwa i Słońca. Dostrzegły go również władze rosyjskie, awansując go w roku 1901 do stopnia radcy kolegialnego (odpowiednik wojskowego stopnia pułkownika).
Dzięki inżynierowi Zglenickiemu powstały w Baku wodociągi; wspierał naukę, pomagając Bibliotece Bakińskiego Oddziału Imperatorskiego Rosyjskiego Towarzystwa Technicznego, oraz pośmiertnie (w latach 1909–1912) współfinansował wraz z rodziną Rylskich budowę kościoła rzymskokatolickiego (pod wezwaniem Najświętszej Marii Panny), notabene zniszczonego w 1938 roku.
W swoich poczynaniach partner braci Nobel (Alfreda, Ludwiga i Roberta) oraz rodziny Rothschild. 
Zmarł w Baku, przewieziony wagonem salonką do Warszawy, pochowany w Woli Kiełpińskiej koło Zegrza pod Warszawą. Jego prace kontynuował w okolicach Baku inny Polak – Paweł Potocki.

## Testament
Dowiedziawszy się niespodziewanie o swojej śmiertelnej chorobie – cukrzycy, która w tamtym czasie była nieuleczalna – sporządził testament, zapisując na naukę polską (częściowo też rosyjską, jako dowód wdzięczności za wykształcenie zdobyte w Petersburgu) i inne cele charytatywne dochody ze swoich pól naftowych. 
Paragraf 8 testamentu przewidywał utworzenie fundacji – po zaspokojeniu potrzeb innych spadkobierców fundator zapisywał pozostałe kwoty Kasie imienia Mianowskiego w Warszawie dla stworzenia nienaruszalnego kapitału, z tym zastrzeżeniem, by procenty od tego kapitału były przeznaczone na wydawanie nagród,  według uznania Zarządu „Kasy", za najlepsze dzieła dotyczące ogólnoeuropejskiej literatury, sztuki i nauki, w rodzaju noblowskich nagród. W latach 1908-1915 Kasa z tego tytułu uzyskała 1 400 000 rubli. Z funduszy wydano m.in.
- Słownik geograficzny Królestwa Polskiego,
- 15 tomów Poradnika dla samouków,
- 5 tomów Mazowsza Oskara Kolberga,
- Księgę przysłów polskich Samuela Adalberga,
- Pieśni Ludu
- Encyklopedię staropolską Zygmunta Glogera.

Z zapomóg korzystała również Maria Konopnicka. Przez krótki okres Kasa dysponowała dzięki Zglenickiemu kwotami, które przewyższały potrzeby ówczesnej nauki i kultury polskiej.
Testament został wykonany tylko po części z wolą zmarłego. Po przewrocie bolszewickim w Rosji pola naftowe należące do fundacji Kasy im. Mianowskiego zostały przez bolszewików wywłaszczone bez odszkodowania. W ten sposób przestał istnieć kapitał „Polskiego Nobla”.

## Życie prywatne
Syn: Anatol (1896–1960).

## Upamiętnienie
- 1963: Nadano imię Zglenickiego ulicy prowadzącej z kombinatu rafineryjno-petrochemicznego w Płocku w kierunku centrum miasta[9].
- 1973: film „Kaukaski życiorys” reż. Ryszard Badowski[10]
- 1988:  film „Witold Zglenicki i inni” reż. Władysław Wasilewski[11]
- 2008:  film „Polski Nobel” reż. Adam Rogala[12]